# Ли Дэшэн
Ли Дэшэ́н (кит. упр. 李德生, пиньинь Lǐ Déshēng; 4 мая 1916 — 8 мая 2011) — генерал китайской народно-освободительной армии.

## Детство и молодость
Ли Дэшэн родился в уезде Гуаншань провинции Хэнань, который теперь известен как «Колыбель генерала» для большего количества старших офицеров, родившихся в регионе (в 1932 году на стыке трёх провинций был образован новый уезд Синьсянь, и родные места будущего генерала перешли в состав этого нового уезда). В 14 лет Ли Дэшэн присоединился к китайской рабоче-крестьянской Красной Армии, в 1930 году вступил в комсомол, а в 1931 году в коммунистическую партию Китая.

## Военная деятельность
Ли Дэшэн участвовал в дальних походах. Во время войны с Японией был повышен в звании от командира взвода в 1937 году до командира роты в 1938 году, стал командиром батальона в 1939-43 годах, и командиром полка в 1943-45 гг. под руководством 129-й дивизии Лю Бочэна и Дэн Сяопина. Ли находился в должности командира 17-й бригады с 1946 года по 1949 год, и служил в Центральной полевой армии во время Хуайхайской кампании. Перед послевоенной реорганизации, в которой был в составе 17-й бригады 12-го корпуса 2-й полевой армии. Ли Дэшэн повёл свою 35-й дивизии в 1951-53 принимать участие в Корейской войне, там же дослужился до звания командира дивизии. После Корейской войны ли был повышен до генерал-майора и вернулся в провинцию Аньхой Нанкинского военного округа.
Ли Дэшэн дослужился до заместителя командира Нанкинского военного округа в 1968-70 годах.

## Культурная революция
Как НОАК выдвинулся для подавления Красной гвардии и восстановления правительственных учреждений во время культурной революции. Так же Дэшэн стал Председателем ревкома из Аньхойской провинцим в апреле 1968 года, после того, как он официально состоял там более семи лет. В октябре того же года он принял участие на 12-м пленарном заседании 8-го Центрального Комитета Коммунистической партией Китая, в ходе которого Лю Шаоци был официально исключён из партии. Год спустя, в 1969 году он принял участие в 9-й национальный конгресс КПК и был избран членом ЦК КПК и кандидат в члены Политбюро, а также член Центральной военной комиссии.
В 1970 году он получил пост директора главного политического управления народно-освободительной армии, и осенью 1971 года был назначен первым секретарём Комитета КПК провинции Аньхой. Вскоре после, он был назначен командующим войсками Пекинского военного округа, в рамках плана Мао Цзэдуна снять Линь Бяо с ключевых постов. В октябре он был назначен на должность вице-председателя Центральной военной комиссии.
В 1973 году, на 10-й съезд КПК, Дэшэн был избран полноправным членом Политбюро, а также членом постоянного комитета Политбюро ЦК и вице-председателем ЦК КПК, хотя он занял последнее место среди пяти заместителей председателя.
Мао Цзэдун, вскоре начал критиковать деятельность военной комиссии и предложил ротацию военного командования региона.22 декабря 1973 Дэшэн поменялся с Чэнь Силянем, и стал командиром Шэньянского военного округа.
Ли ушёл в отставку во время 2-го пленарного заседания 10-й ЦК КПК в январе 1975 года, и исчез из политики, но он вновь появился в качестве члена КПК Центральной военной комиссии в августе 1977 года. Он также служил в качестве руководителя ведущей группы для профилактики и лечения эндемической смерти в Северном Китае в 1977 году, политработником лидирующей группы армии финансово-хозяйственной дисциплины, инспекции и так же был председатель китайской патриотической программы Федерации.
На момент смерти он занимал почётный пост председателя Пекинского Института модернизации и всекитайской Ассоциации ушу, и был старшим советником китайского общества военных наук с 1991 года.